# サリクタイ
サリクタイ（モンゴル語: Saliγtai、? - 1233年1月27日）は、モンゴル帝国の将軍の一人。タンマチ（辺境鎮戍軍）を率いて高麗を攻めた事で知られる。
『元史』では撒礼塔/撒里台/撒礼答/撒里答と記され、あるいはサリクタイ・コルチ(Saliγtai qorči>撒礼塔火児赤/sālǐdāhuǒérchì)とも。

## 概要

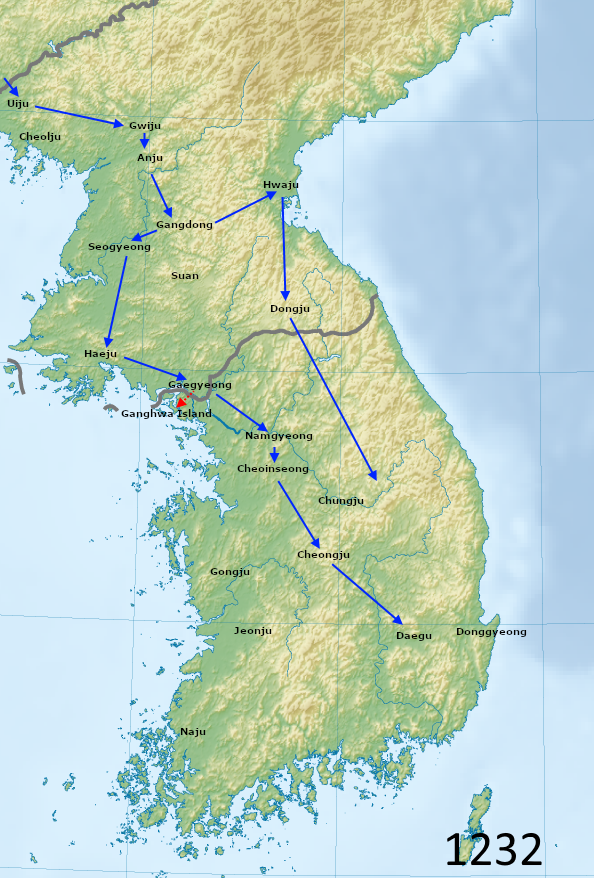
モンゴルの第二次高麗侵攻

サリクタイの出自については不明な点が多いが、「コルチ（qorči）」という称号から元来はケシク（親衛隊）の一員であったと見られている。
1228年、遼東方面で金朝の平章ジェブゲ（哥不靄）が活動を始めたことなどを理由に、即位前のオゴデイの命によりサリクタイは遼東方面に派遣された。史料上には明記されていないものの、この時サリクタイが率いていたのはタンマチ（タマ軍）であったと考えられている。1229年にはチンギス・カンの頃から活躍しており、実戦経験豊富なサルジウト部のウヤルも麾下に加え、蓋州・宣城など遼東の諸城を攻略した。
更に1231年秋、高麗がかつてモンゴルの使者を殺害したことの報復を理由として、サリクタイは高麗への侵攻を命じられた。サリクタイ率いる遠征軍は現地の有力者の洪福源と合流し、まずは鴨緑江沿いの咸新鎮・鉄州を攻略した。
10月に安北府の戦いで勝利したサリクタイ率いるタンマチ（タマ軍）は年末には早くも首都の開京を包囲し、高麗に対し降伏勧告を行った。その後も何度か使者のやり取りが行われ、1232年初には高麗の降伏が決まった。
しかし、同年秋には早くも高麗はモンゴルに叛旗を翻し、再びサリクタイが軍を率いて高麗に侵攻することとなった。水州の処仁城を攻めていた時、サリクタイは流れ矢に当たり戦死してしまった（処仁城の戦い）。サリクタイの死によってモンゴル軍の副将のテゲの指揮の下撤退したが、この後もタングート・バートルを司令官として高麗への攻撃は続けられることとなった。

## サリクタイ率いるタンマチ（タマ軍）
『高麗史』等の史料には、サリクタイが「権皇帝」という称号を称していたことが記録されている。これはかつてチンギス・カンにより中国方面の攻略を任せられていたムカリが称していた称号の1つで、かつてのムカリの地位を一部（遼東方面のみ）継承するという意図の下称したものと考えられている。実際に、サリクタイ率いる軍勢にはウヤルに代表される旧ムカリ麾下の将校、特に契丹人が多数含まれていた。『元史』に記されるサリクタイ麾下の将軍にはウヤル・耶律薛闍・移剌買奴・王栄祖らがいるが、彼等はウヤルを除き全て契丹人である。
また、『高麗史』には「辛亥、蒙兵自平州来屯宣義門外、蒲桃元帥屯金郊、迪巨元帥屯吾山、唐古元帥屯蒲里……」という記述があり、高麗方面のタンマチはサリクタイ及びテゲ（迪巨）、タングート・バートル（唐古元帥）、蒲桃という4人の将軍によって率いられていた。これはイラン方面に派遣されたチョルマグン率いるタンマチが4つの万人隊から構成されていたことと対応するものと見られている。